# Лаготіс
Лаготіс (Lagotis) — рід рослин родини ранникових. Відомо про 20 видів, що поширені в субарктичному поясі Євразії і Північної Америки, проростають на Уралі та в горах Азії.

## Опис
Короткокорнева напівпаразитна багаторічна трава висотою до 1040 см. Стебелі прямостоячі, округлі, звичайні. Прикореневі листя довгочерешкові, цільні. Період цвітіння — червень-липень; плоди — липень-серпень.
Ендемік. Включений, зокрема до Червоної книги Респуліки Башкортостан (проростає на горі Іремель).